# Kremlin van Kazan
Het kremlin van Kazan (Russisch: Казанский Кремль; Tataars: kirmän) is het grootste historische fort (kremlin) van Tatarije en het belangrijkste monument van de stad Kazan. Het werd in 2000 uitgeroepen tot Werelderfgoed.

## Geschiedenis

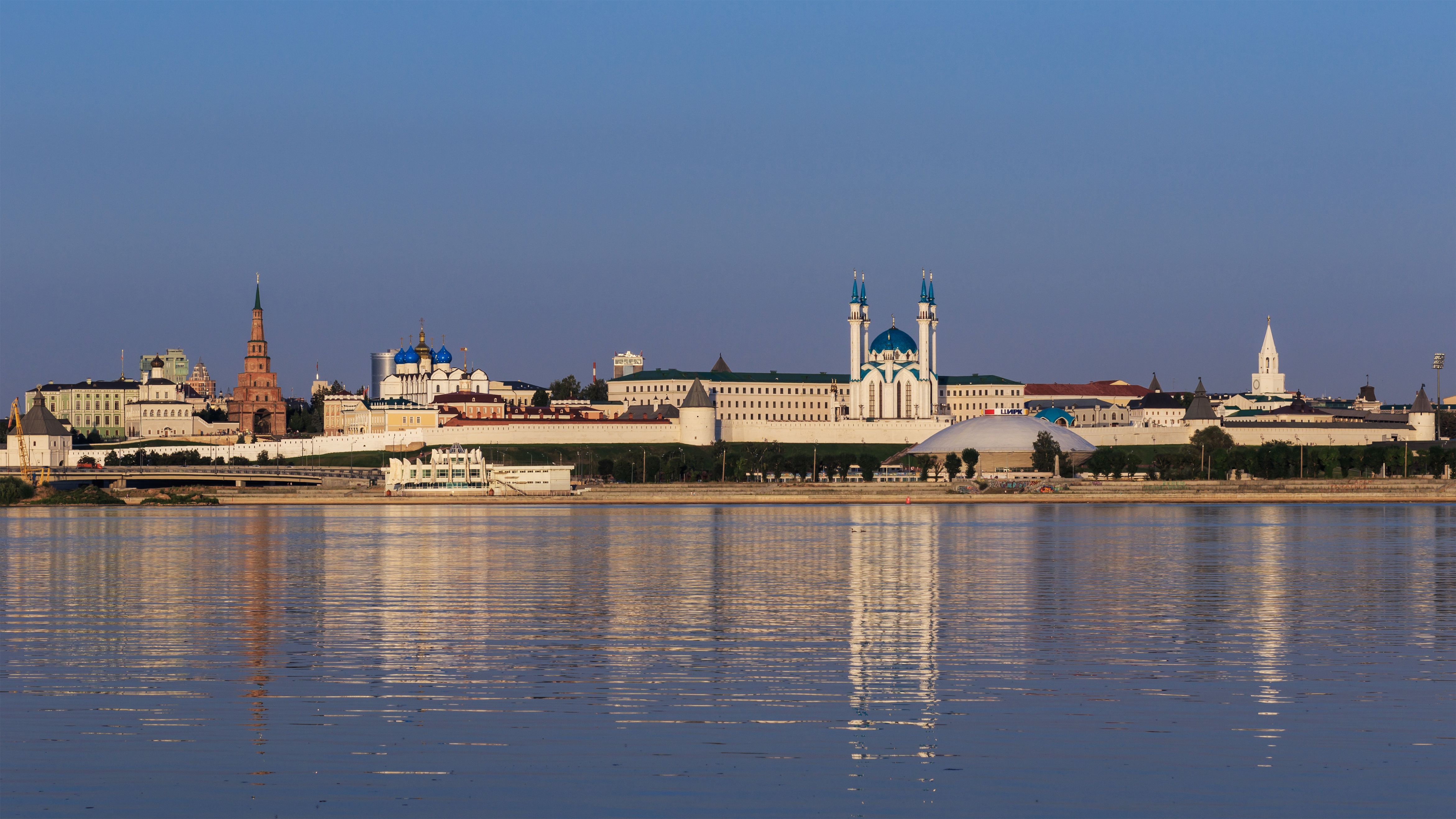
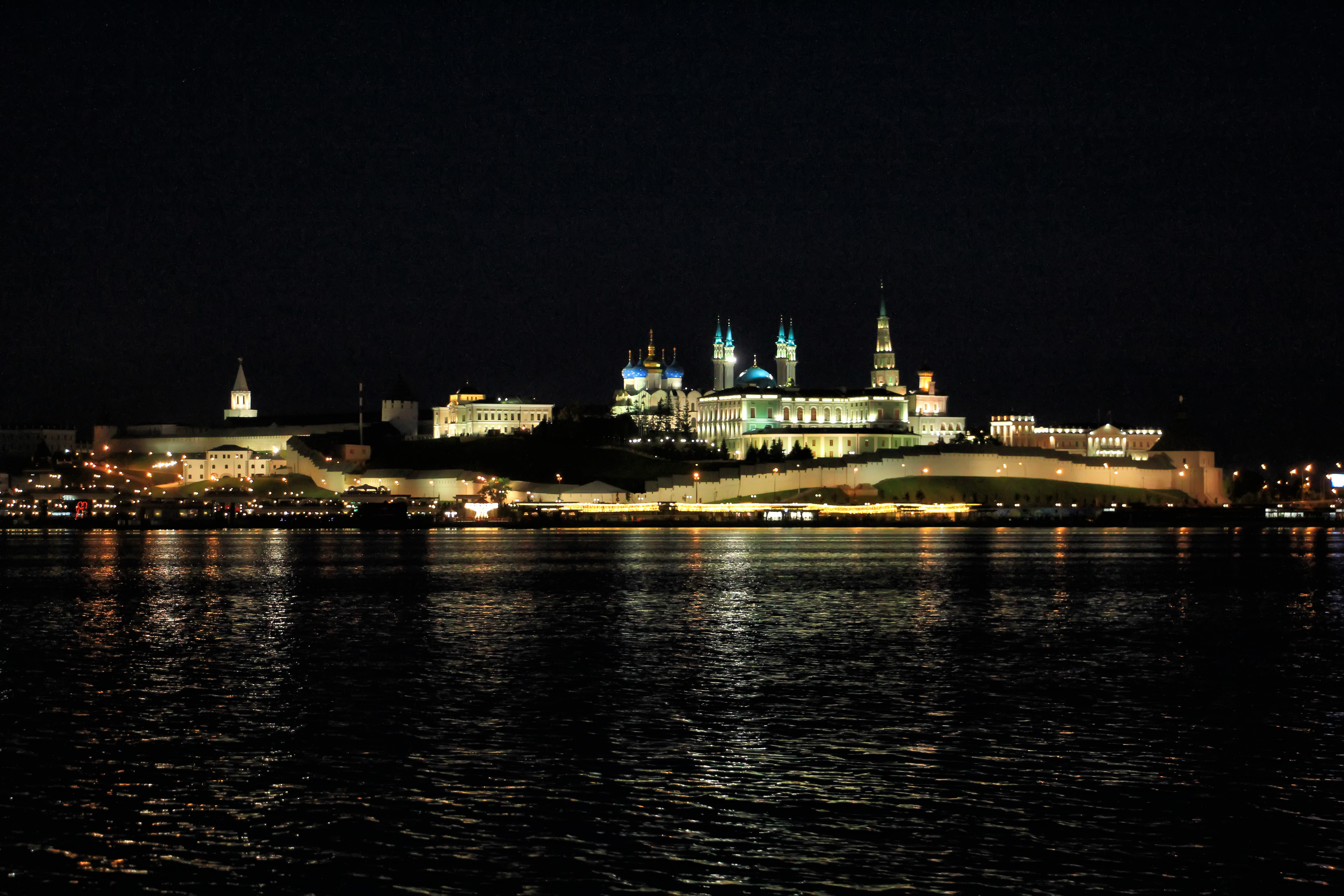

Het huidige kremlin werd gebouwd op de ruïnes van het khan-paleis, dat in 1552 bij de Russische verovering van de stad door Ivan IV verwoest werd. Nog eerder stond er een houten fort, dat in de 12e eeuw vervangen werd door een vesting van steen. Tijdens Mongoolse aanvallen werd het verwoest en tot 1438 lag het in puin. In dat jaar maakte de khan van de Gouden Horde ( Küchük Muhammad) het herbouwde kremlin tot zijn residentie.
Een van de belangrijkste gebouwen in het kremlin is de Kathedraal van de Annunciatie met zijn vijf koepels, gebouwd in 1561-62. De Söyembikä-toren, genoemd naar de laatste koningin van Kazan, is een van de meest karakteristieke gebouwen van de stad. Het nieuwste monument in het kremlin is de Qolşärif-moskee, geopend in 2005.
De witte torens en muren die het kremlin omgeven werden oorspronkelijk gebouwd in de 16e en de 17e eeuw, maar zijn grotendeels later herbouwd. Het complex bevat ook de restanten van het Spasski-klooster, waarvan de 16e-eeuwse kathedraal onder het communistische regime werd verwoest. De Spasskaja-toren is echter gespaard gebleven. Het gouverneurshuis uit 1843-53 doet nu dienst als presidentieel paleis.

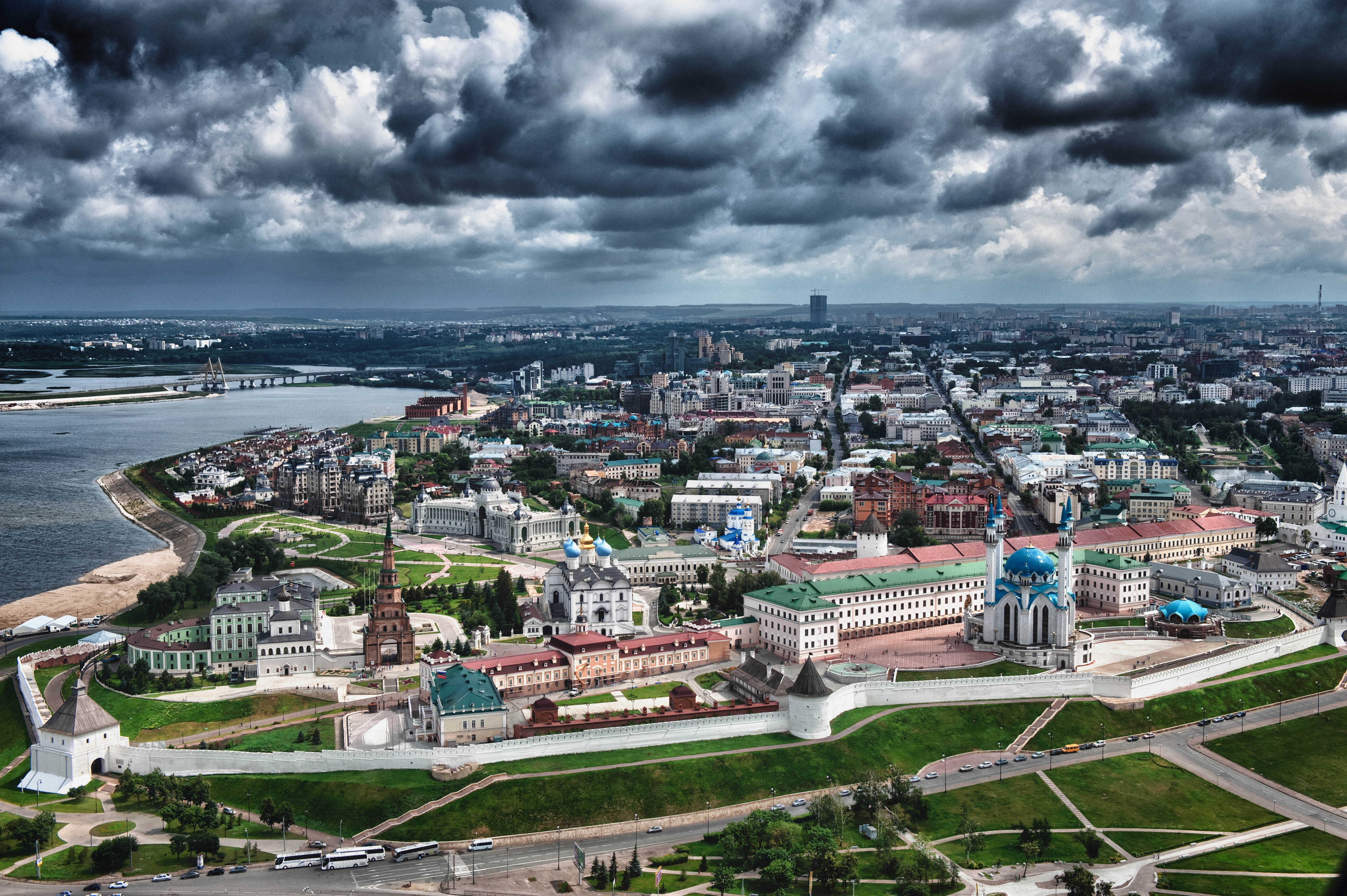

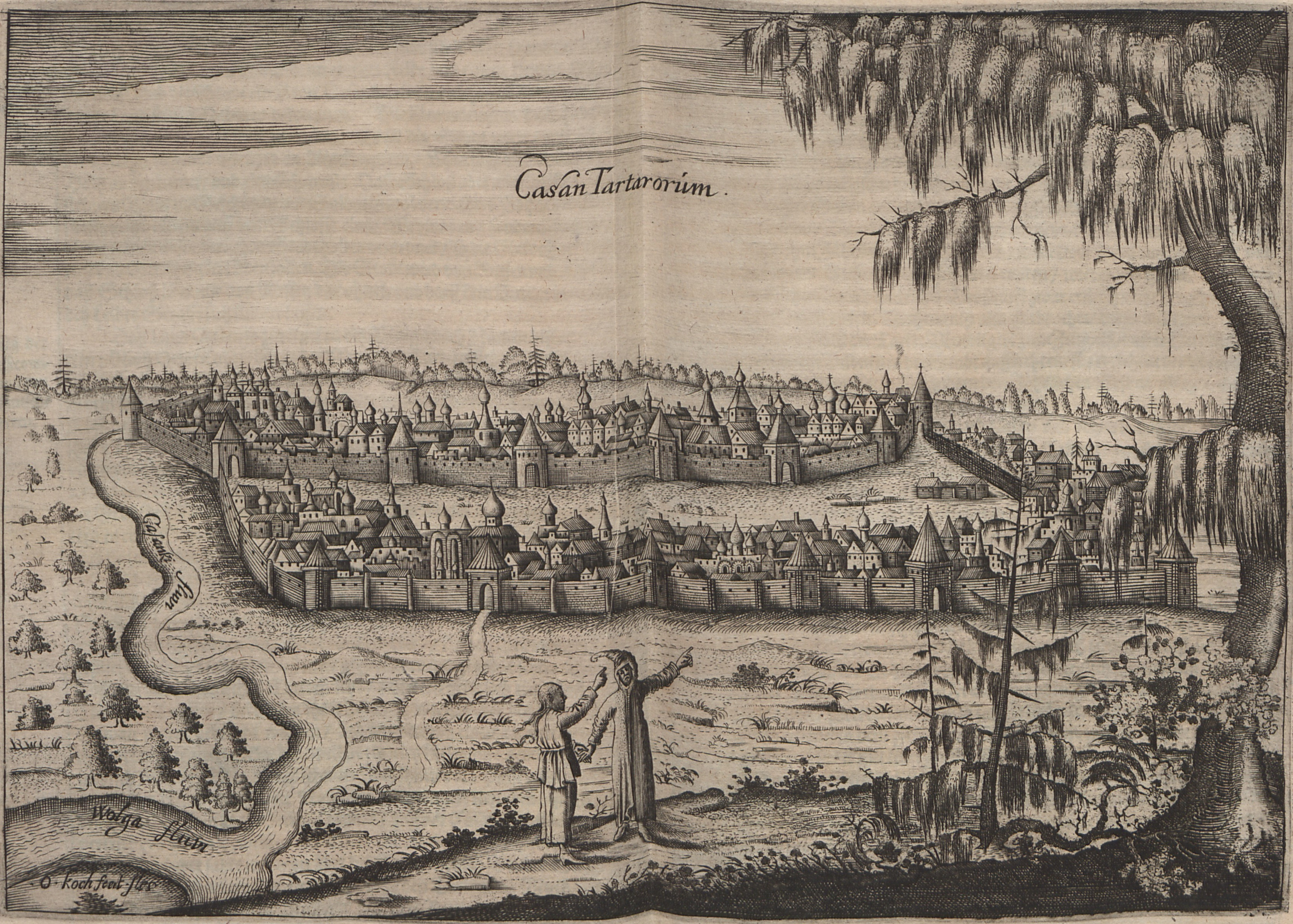
1630
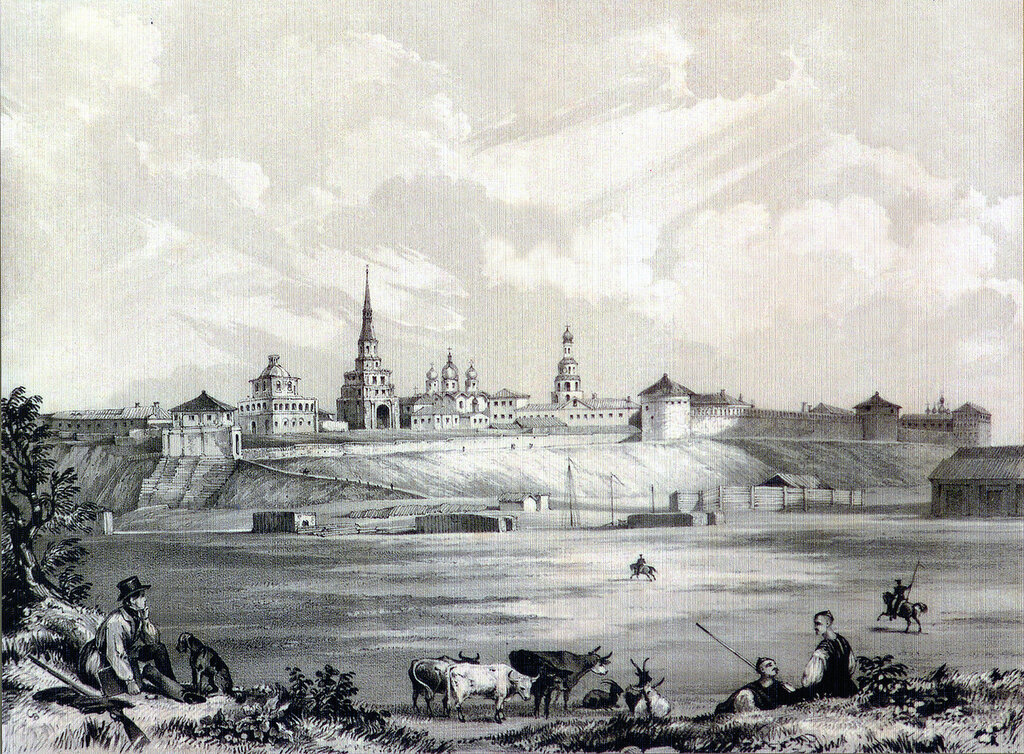
1839
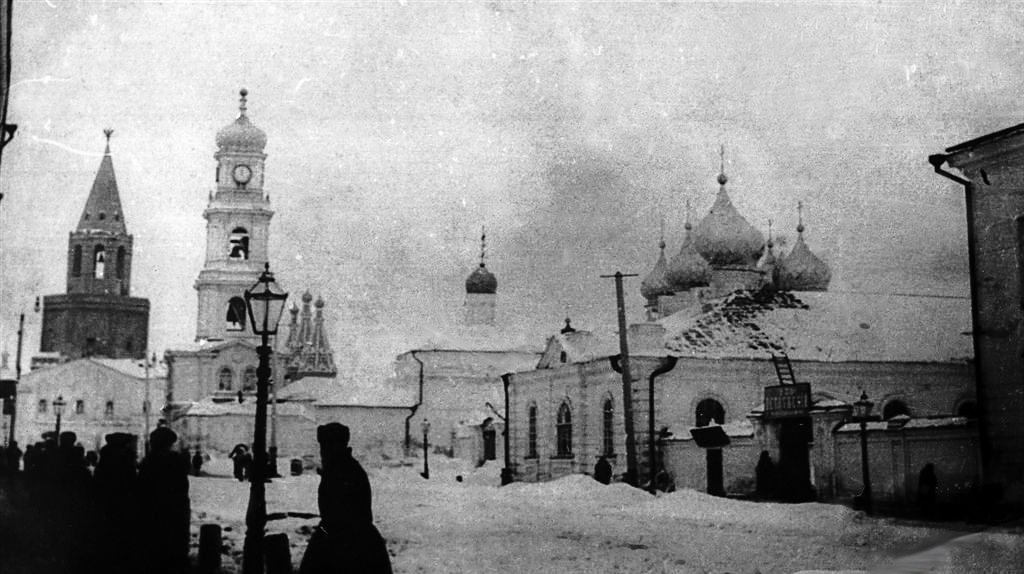
XIX
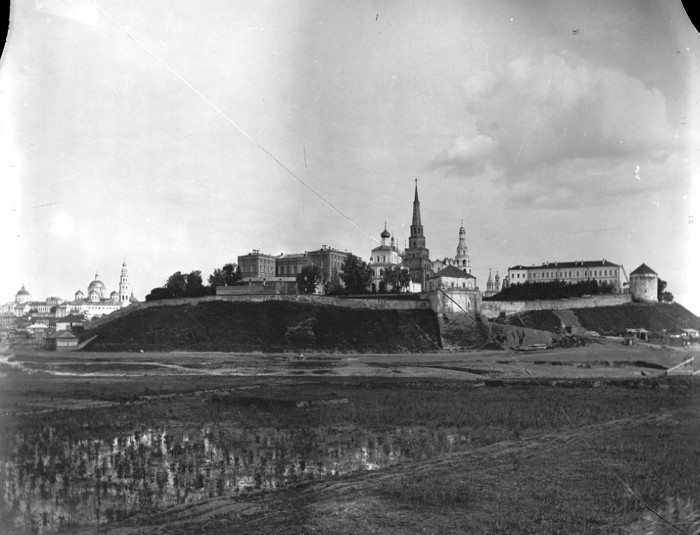
1911

## Belangrijkste objecten

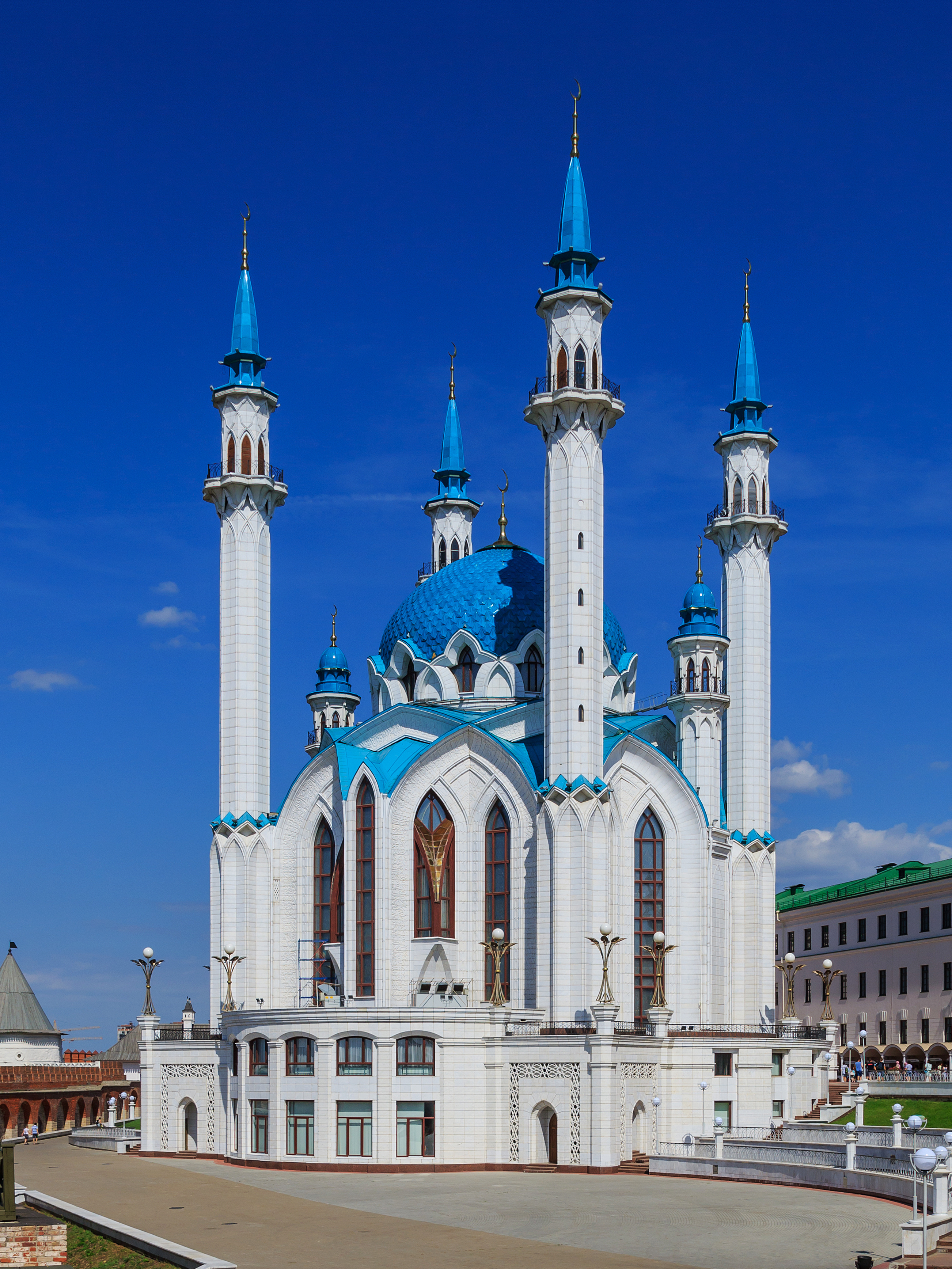

### Qolşärif-moskee
Op 24 juni 2005 werd de Qolşärif-moskee, de grootste moskee van Rusland en mogelijk van Europa, geopend. De openingsceremonie werd bijgewoond door ongeveer 17.000 personen en er waren delegaties uit 40 landen aanwezig. De Qolşärif-moskee werd gebouwd op de plek waar voor de Russische verovering van Kazan de belangrijkste moskee van het kanaat Kazan had gestaan.
De oorspronkelijke moskee telde waarschijnlijk acht minaretten en had een typisch Wolga-Bolgaars ontwerp. In 1552 werd de moskee verwoest door troepen van Ivan IV (de Verschrikkelijke).

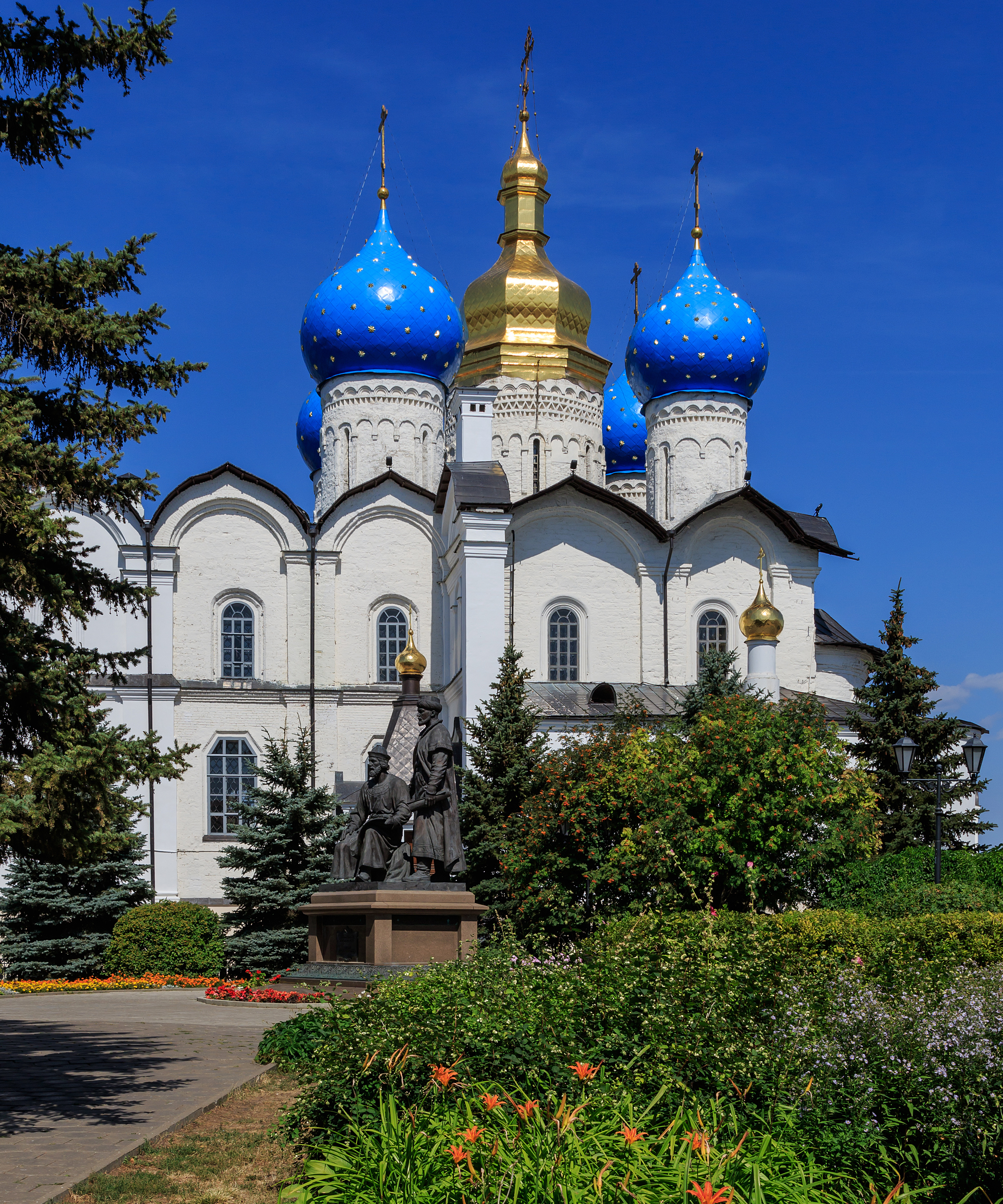

### Kathedraal van de Annunciatie
De Kathedraal van de Annunciati is de enige kathedraal in Rusland met 6 stammen. Na de Russische Revolutie verloor de kathedraal zijn religieuze functie en raakte het gebouw in verval. Tegelijk met het bevel tot wederopbouw van de Qolşärif-moskee, in 1995, werd ook de restauratie van de Kathedraal van de Annunciatie verordonneerd. Het heiligste exemplaar van het icoon van de Madonna van Kazan keerde op 21 juli 2005, de feestdag van het icoon, terug naar zijn oorsprong.

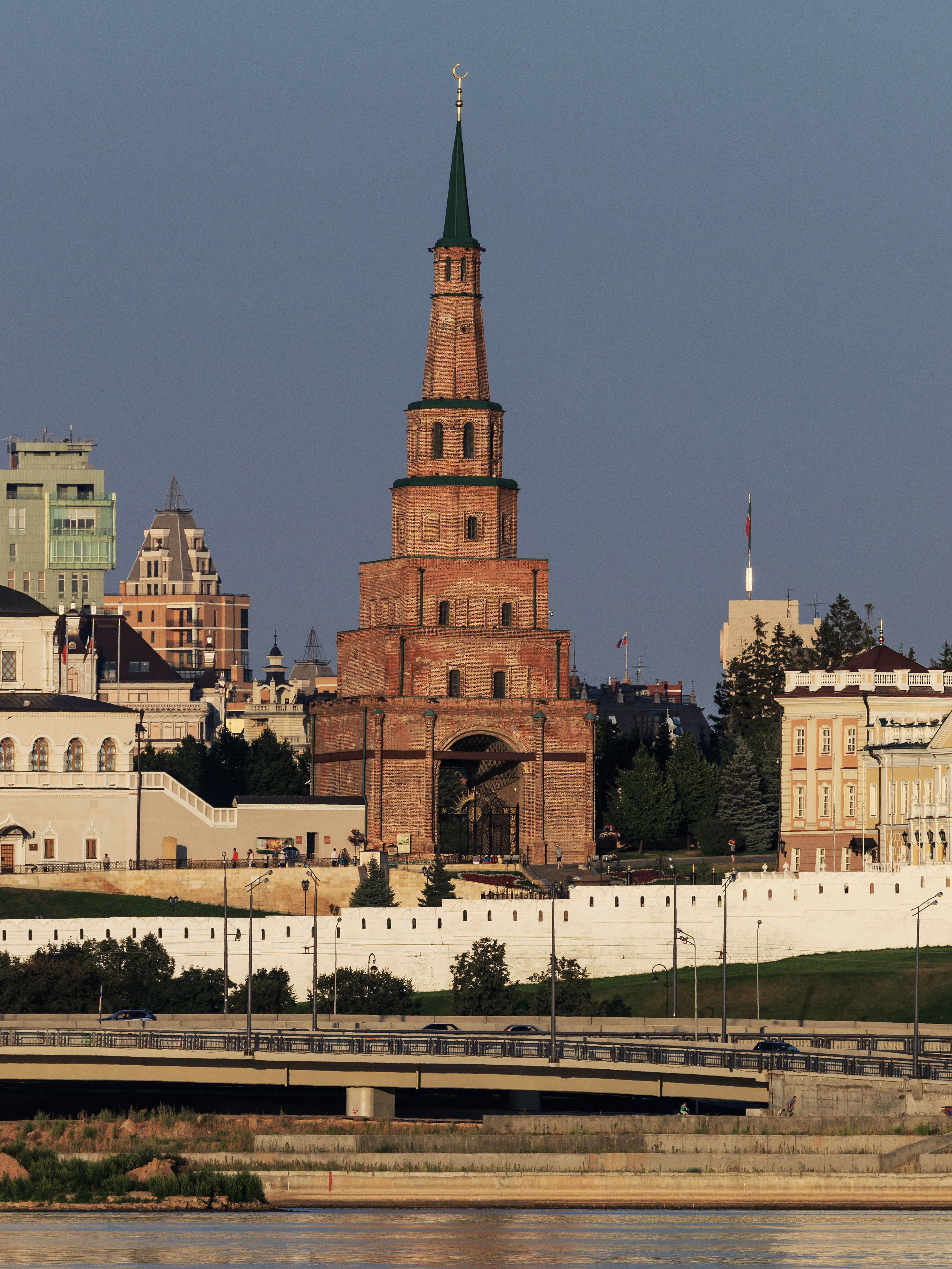

### Söyembikä-toren
De Söyembikä-toren (Russisch: Башня Сююмбикэ; Tataars: Söyembikä Manarası), ook de "moskee van de kan" genoemd, is een van de meest beeldbepalende monumenten van Kazan en een symbool van de stad. De getrapte toren is het hoogste gebouw van het kremlin en stond aan het begin van de 20e eeuw 194 cm uit het lood. In de jaren 1930 en 1990 werd de toren gestabiliseerd en vrijwel rechtgetrokken.
De precieze bouwdatum van de Söyembikä is onbekend. Aangenomen wordt dat de toren stamt uit het einde van de 17e eeuw, toen torens van dit type bijzonder populair waren. De Söyembikä zou gebaseerd kunnen zijn op gelijkende torens in het kremlin van Moskou. Een andere theorie stelt dat de toren een eeuw ouder is en werd gebouwd onder het bewind van Ivan de Verschrikkelijke. Volgens de legende is de toren genoemd naar koningin Söyembikä, die zich van de hoogste omgang van de toren gestort zou hebben.
Tijdens het tsaristische bewind was de torenspits versierd met een tweekoppige adelaar, die door de communisten werd vervangen door een rode ster. Momenteel is de Söyembikä getooid met een islamitische halve maan.

### Murentorens

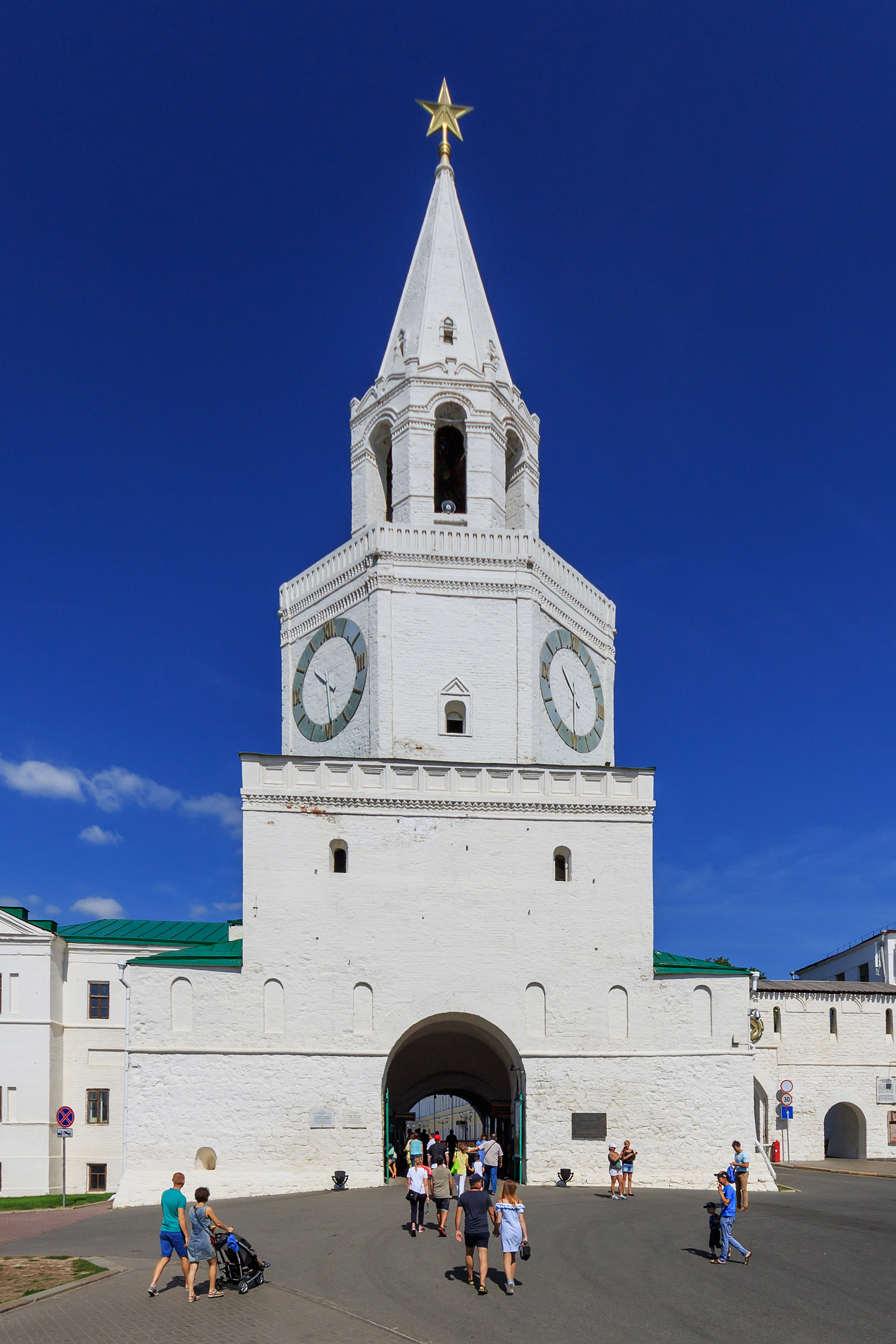
Spasskaya-toren
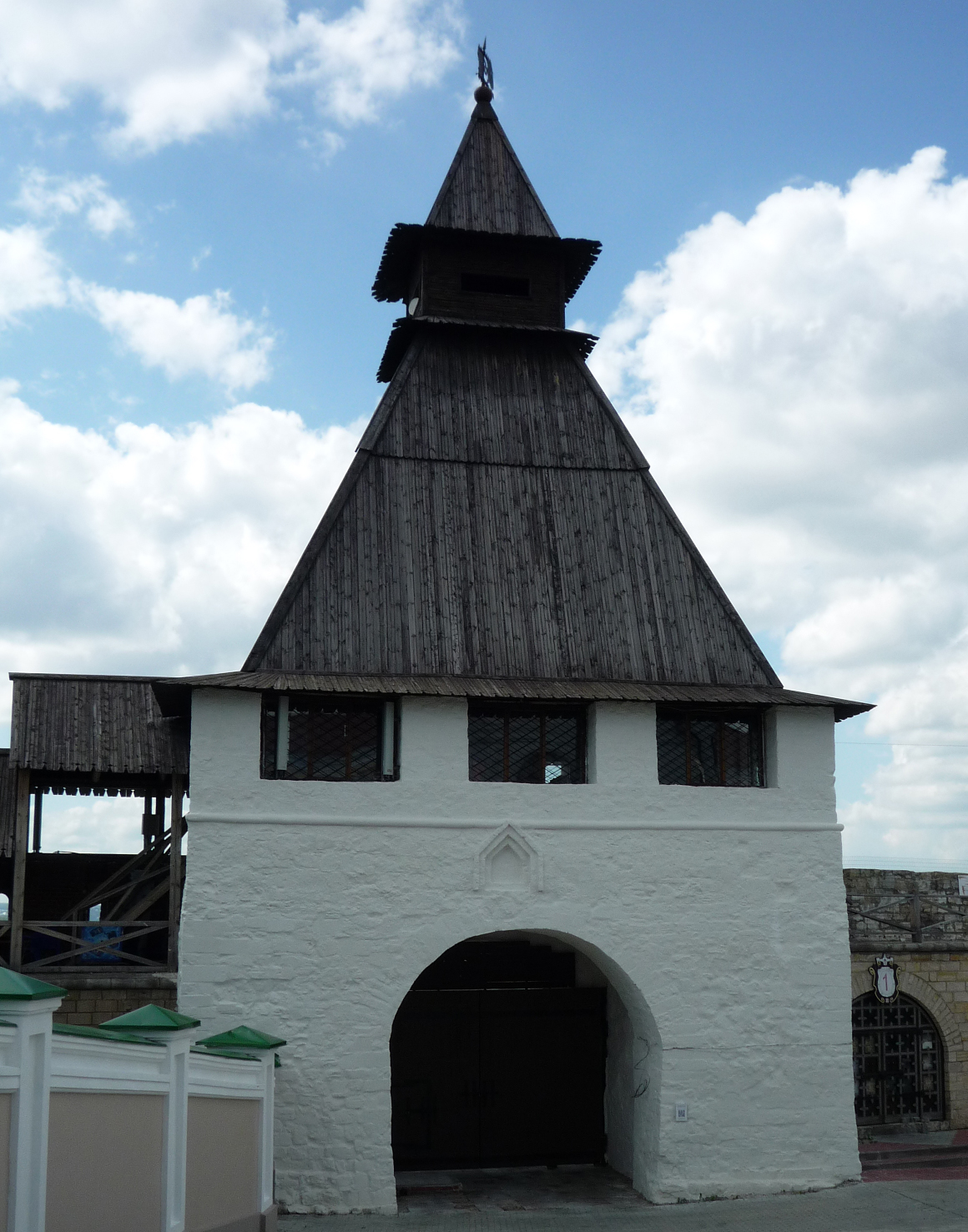
Transfiguratie-toren
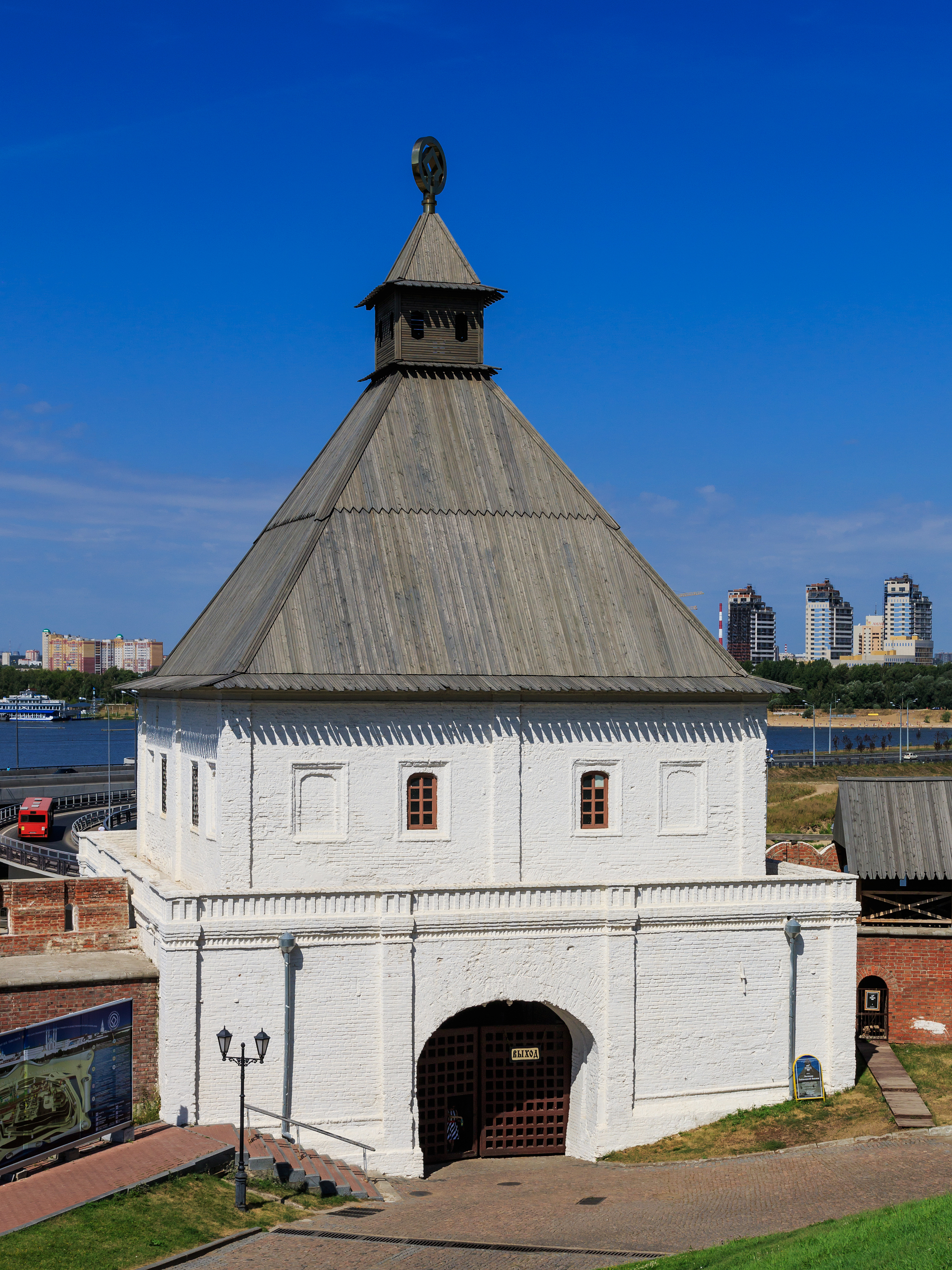
Taynitskaya-toren
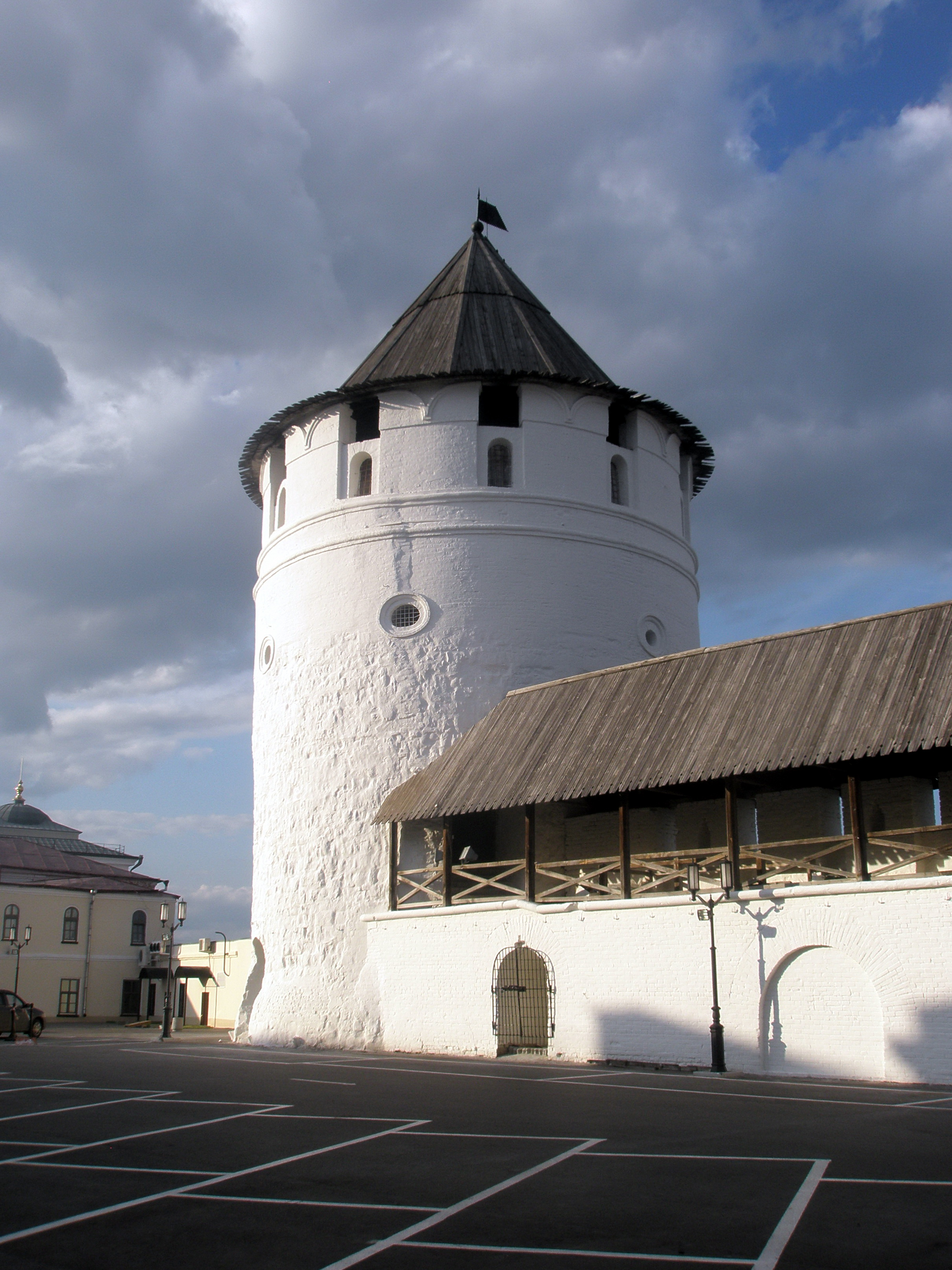
Consistorietoren
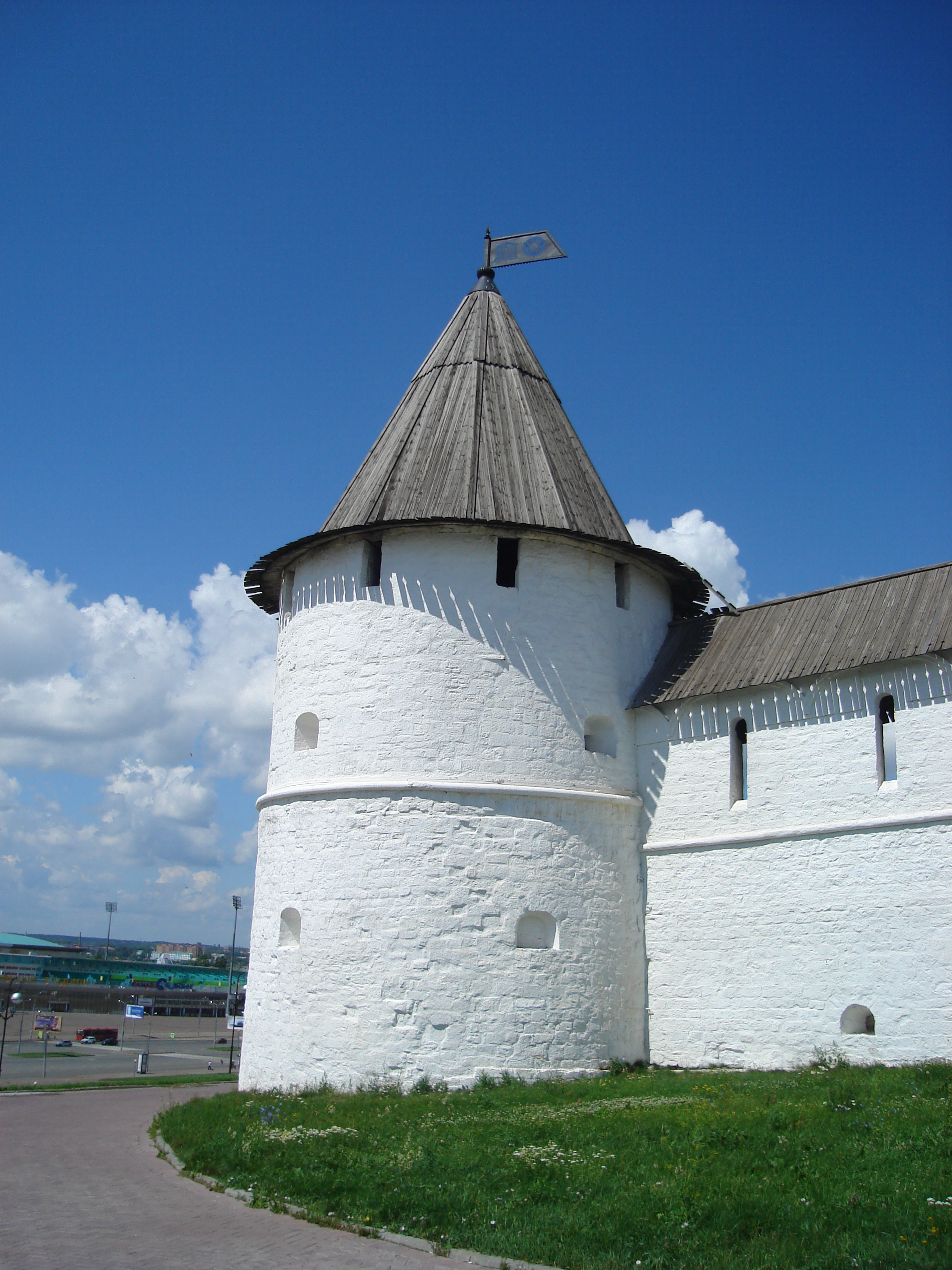
Zuidwestelijke toren
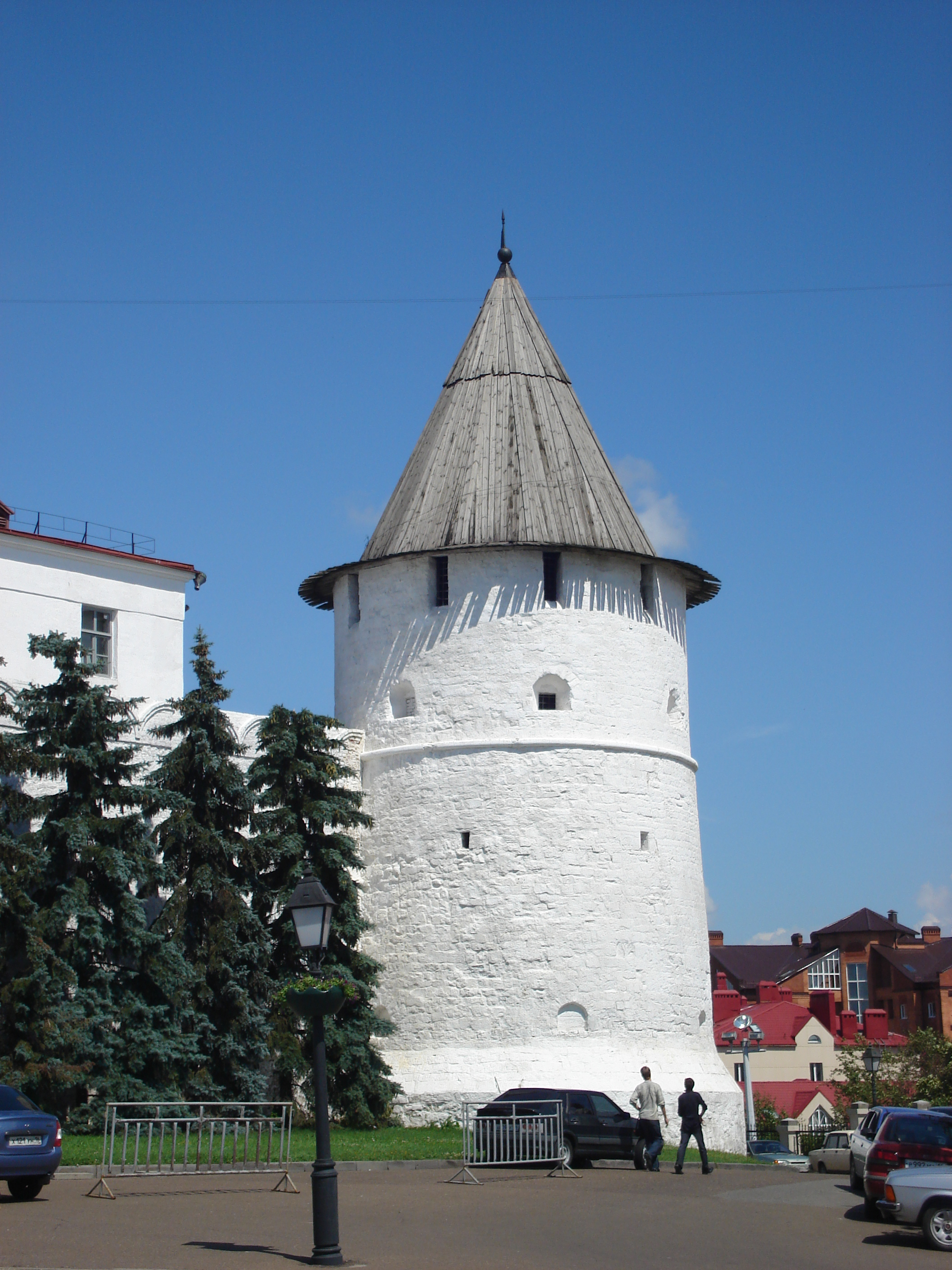
Zuidoostelijke toren

### Andere bouwwerken

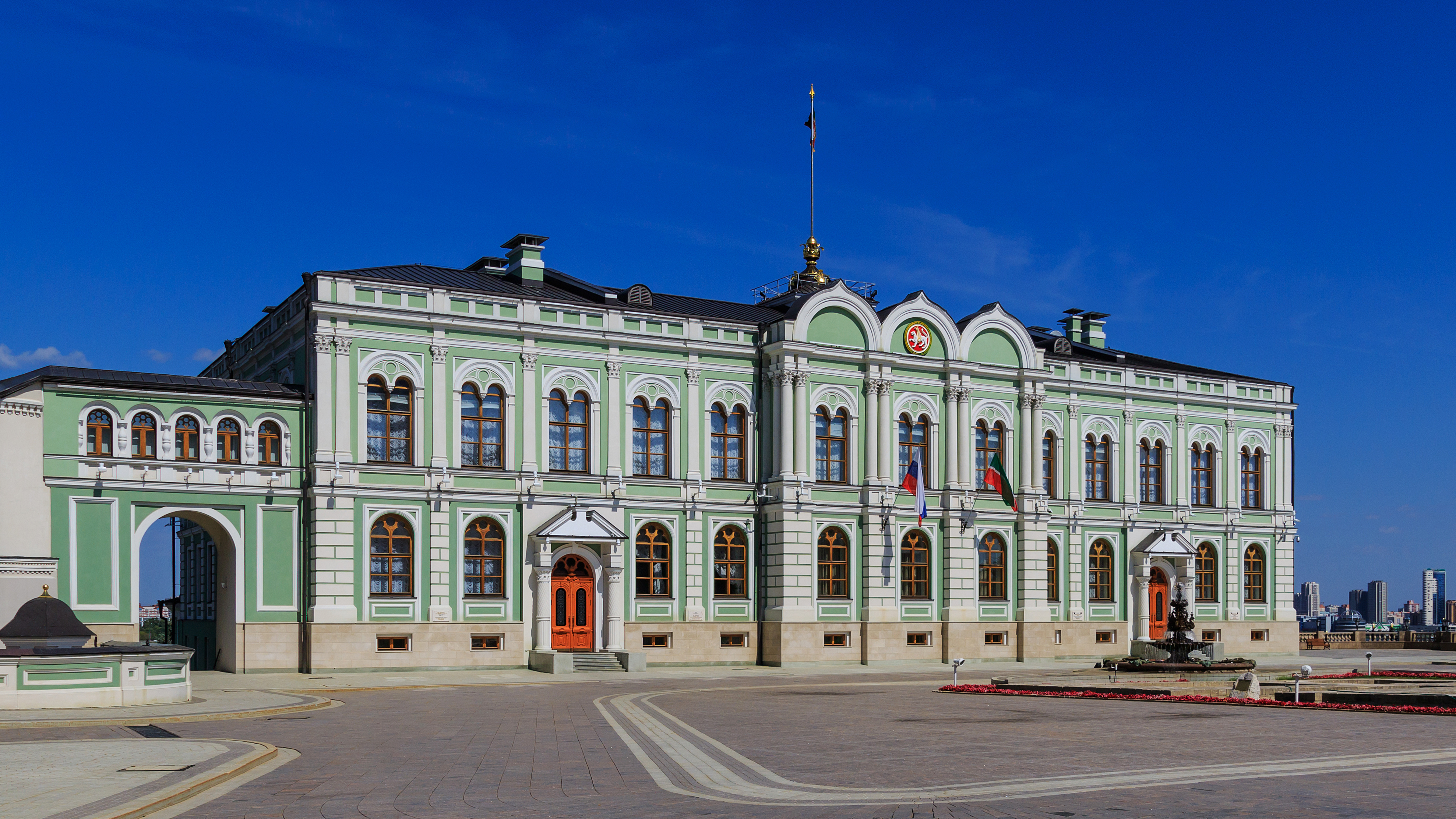
Presidentieel paleis
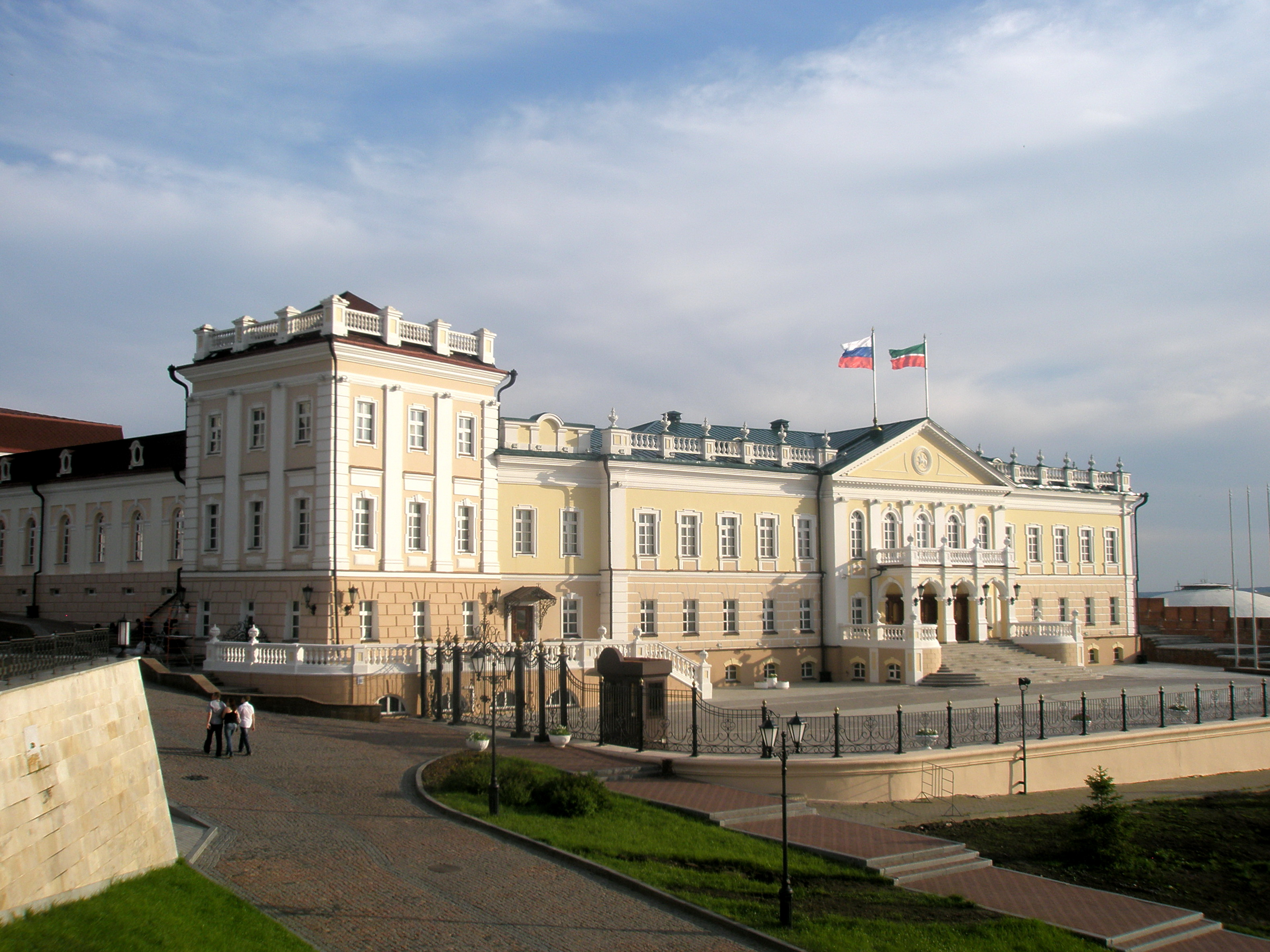
Consistoriaal paleis
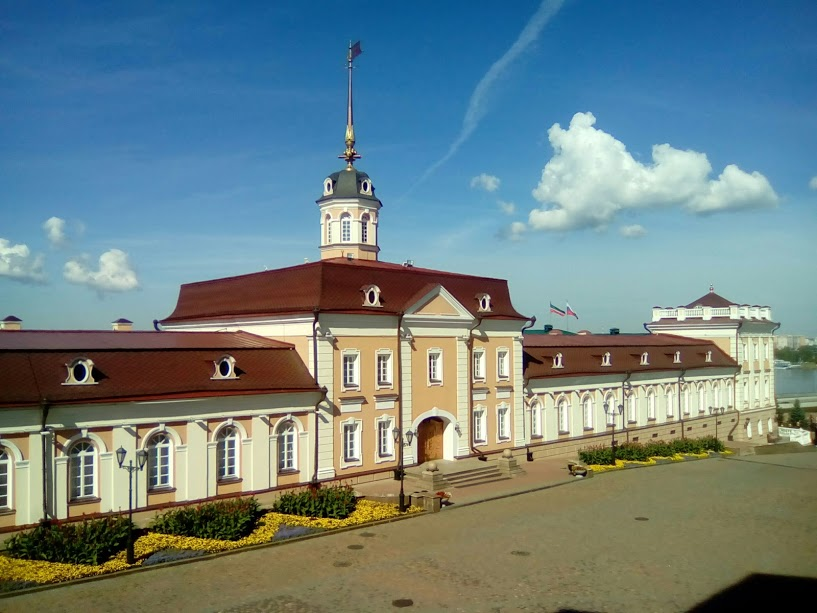
Arsenaalpaleis
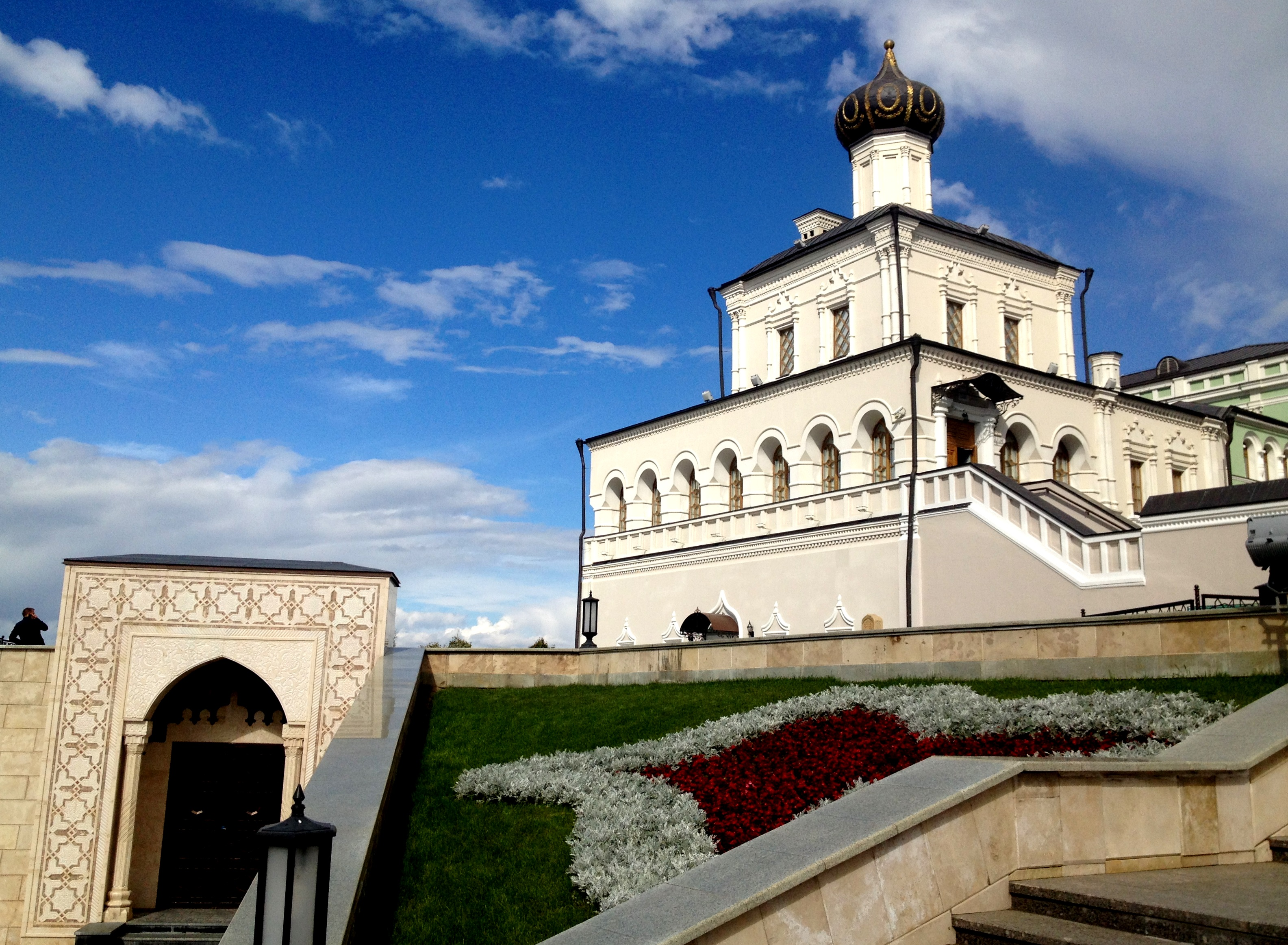
Paleiskerk
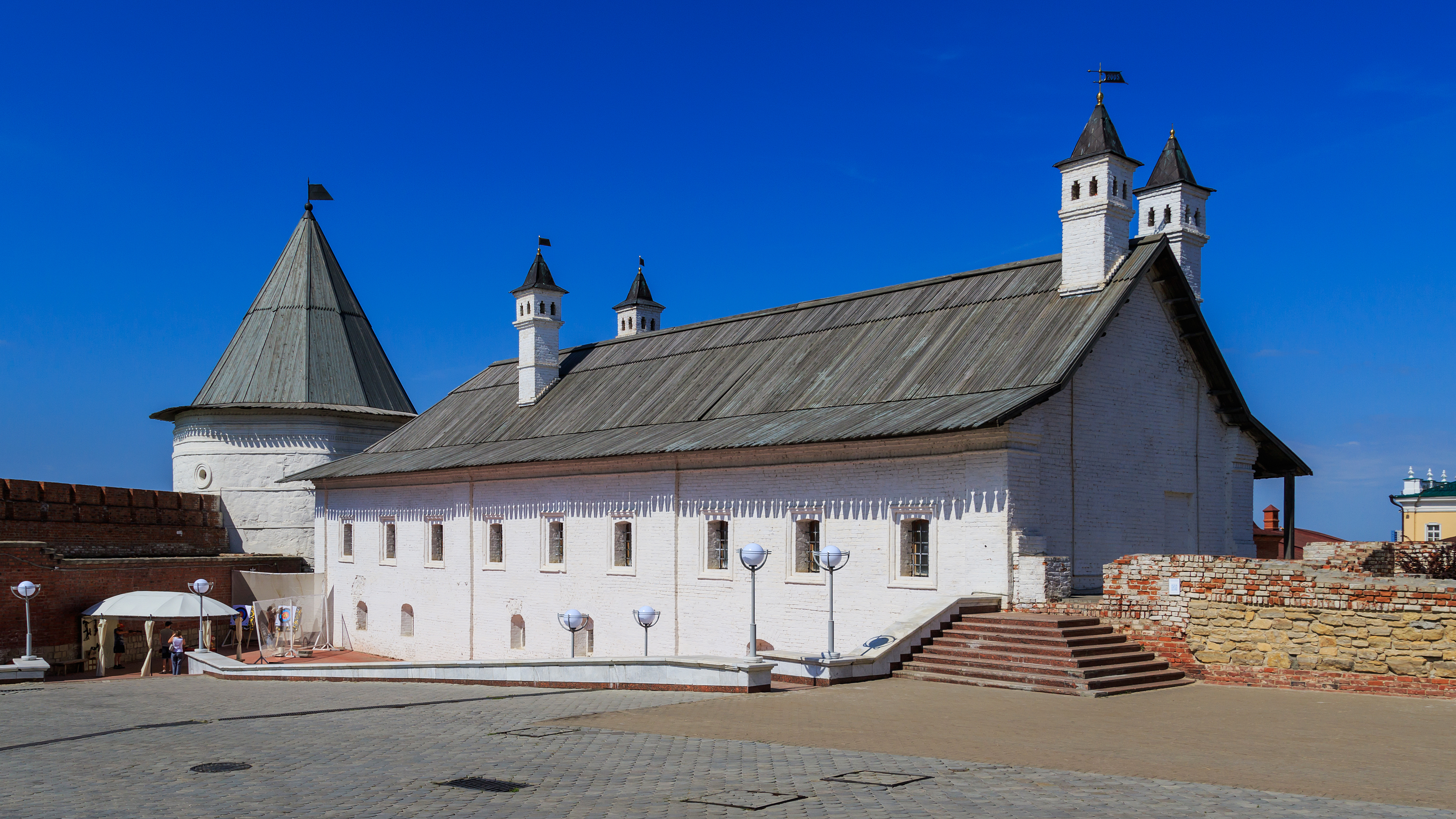
Arsenaal
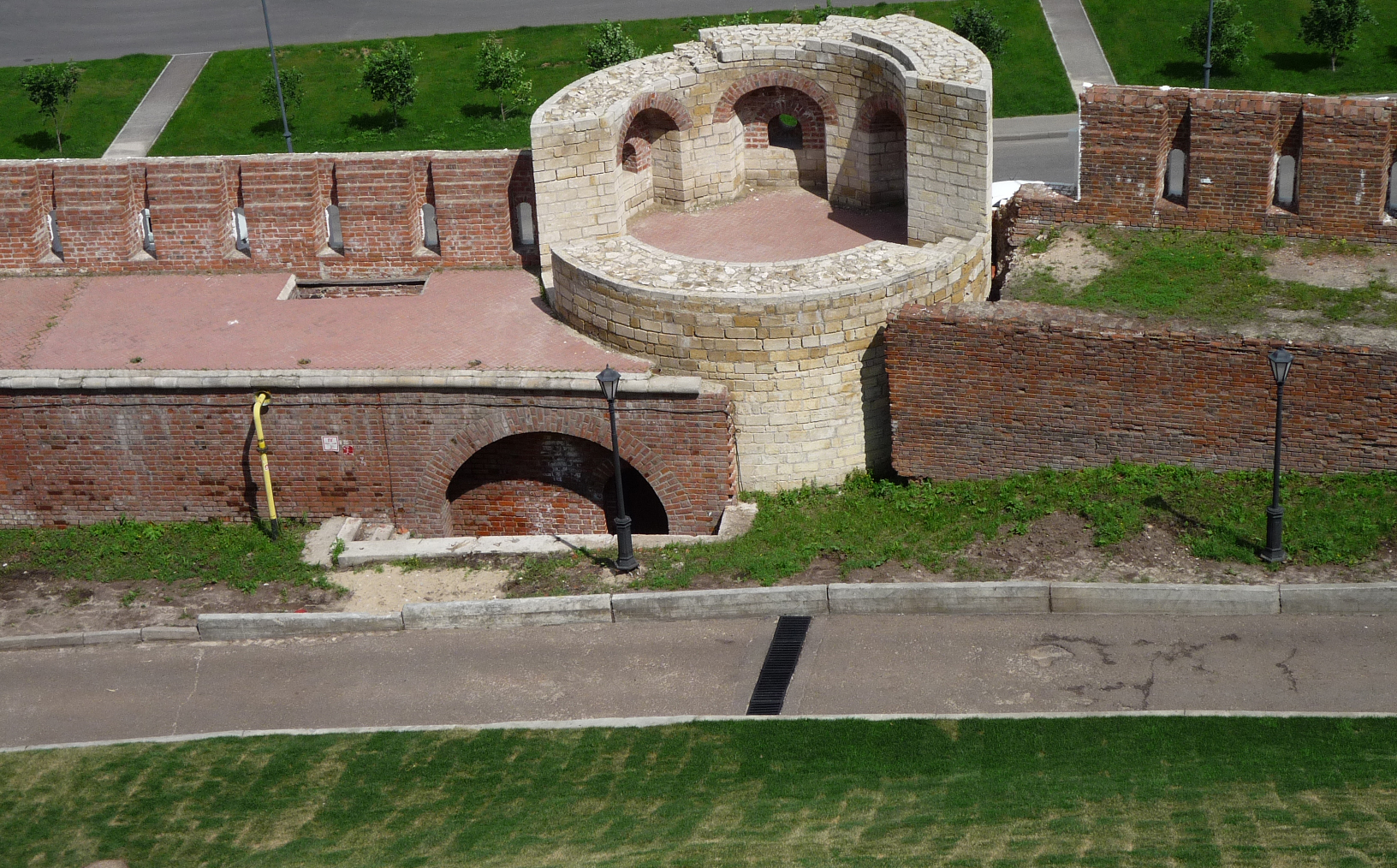
Gedeelte van de oostelijke muur
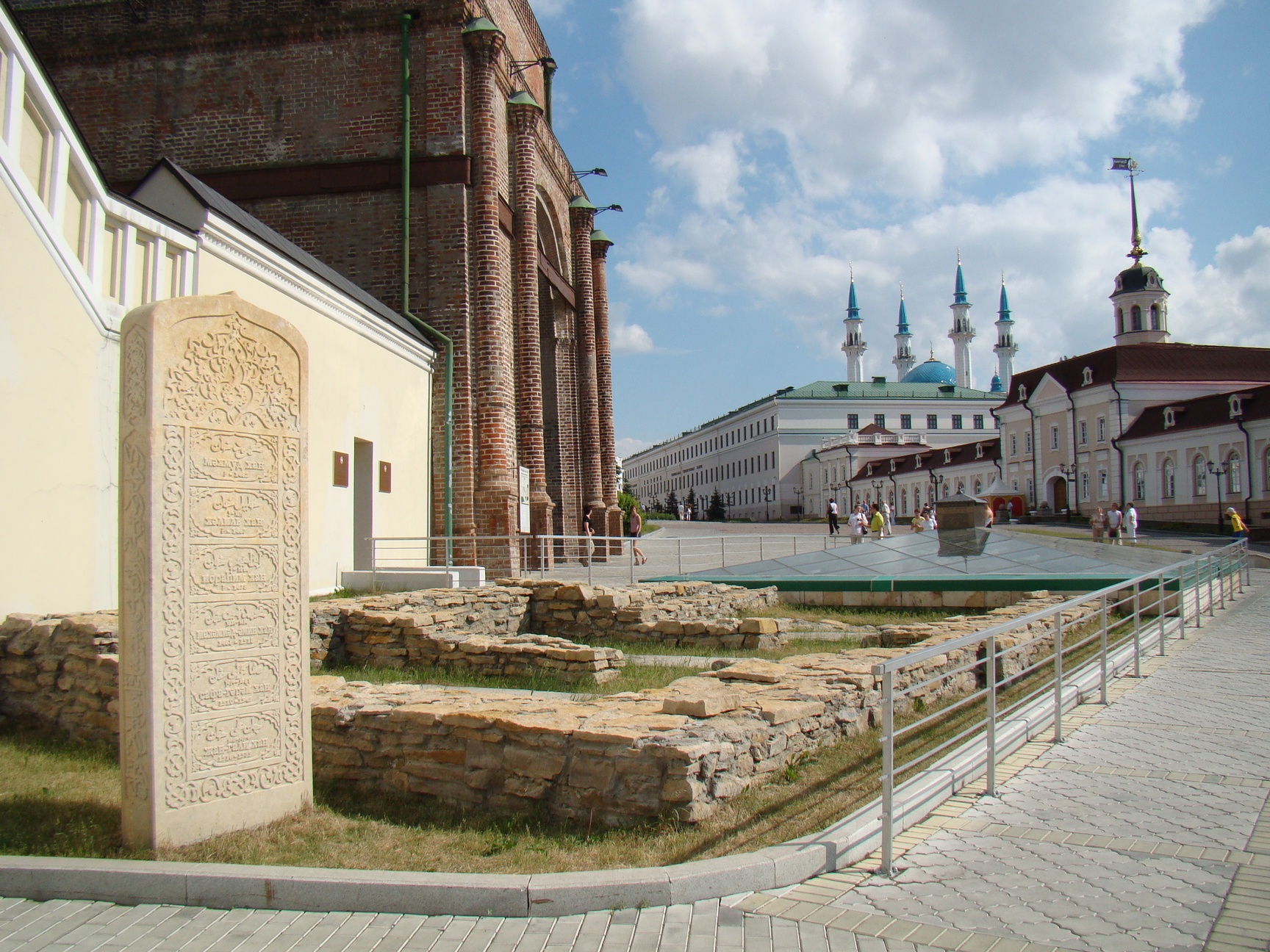
Ruïnes van het mausoleum van de Kazaanse kans